# Подов, Владимир Иванович
Владимир Иванович Подов (25 февраля 1924 — 1 декабря 2014) — советский и украинский историк, член Национального союза журналистов Украины.

## Биография
Родился 25 февраля 1924 года в селе Мхитичи Краснопольского района, Могилёвская область БССР. С 1941 года участвовал в Великой Отечественной войне. Кавалер ордена Отечественной войны II степени, награждён медалями «За боевые заслуги», «За оборону Москвы», «За оборону Кавказа», «За победу над Германией».
Окончил исторический факультет Ростовского государственного университета. С января 1957 года живёт на Донбассе, работал заместителем редактора городской газеты «Лисичанский рабочий», редактором заводской многотиражной газеты.
Почти полвека занимался краеведческой деятельностью, в частности изучением истории Донецкого бассейна, истории антифашистского движения на Донбассе во время войны, в частности «Молодой гвардии». Исследовал творчество В. Сосюры.
Проводил исследования архивных документов по вопросам заселения Донбасса и открытия каменного угля в Донецком бассейне, другим вопросам истории края в центральных архивах Киева, Ленинграда, Москвы, областных архивах Днепропетровска, Донецка, Николаева, Одессы, Ростова-на-Дону, Харькова.
Много времени уделил подготовке многотомного издания «Истории Донбасса». Первые два тома «Донбасс в XVII—XVIII веках» и «Донбасс в XIX веке» — в соавторстве — вышли в конце 2004 года. Третий том «Донбасс в XX веке» вышел в 2005 году. Всего по результатам своих исследований написал более 30 книг.
Занимался общественной деятельностью, более десяти лет возглавлял Лисичанске городскую организацию Украинского общества охраны памятников истории и культуры. Избирался делегатом съезда этого союза. Принимал участие в работе Всесоюзной научной конференции по истории городов и сёл, в работе учредительного съезда Всеукраинского союза краеведов. Был инициатором и участником донецкой и международной научных конференций, посвящённых 275-летию и 280-летию открытия каменного угля в Донбассе. Создал и с 1995 года возглавил Луганский региональный научно-исследовательский центр проблем истории Донбасса. Установил время и условия создания более ста населённых пунктов края.
В 2014 году остался на территории, подктнтрольной самопровозглашённой ЛНР. Умер 1 декабря 2014 года.

## Труды
- Подов В. И., Открытие Донбасса: Исторический очерк. Документы. — Луганск, 1991. — 118 с.
- Подов В. И., Автобиографические заметки.
- Подов В. И., Ступени роста: Очерки истории Лисичанского завода резиновых технических изделий им. 50-летия СССР
- Подов В. И., Путь равный веку: Очерк истории Лисич. ордена Ленина сод. з-да им. В. И. Ленина
- Подов В. И., История Лисичанска в документах: (К 200-летию основания). Часть первая. Конец 18 — конец 19 вв.
- Подов В. И., У истоков Донбасса: Исторический очерк. (К 200-летию начала промышленной разработки каменного угля в Донбассе).
- Подов В. И., К тайнам истории (Заметки краеведа).
- Подов В. И., Славяносербия: Очерки из истории заселения Донбасса в 18 в. Документы.
- Подов В. И., Легенды и были Донбасса. — Луганск, Світлиця, 1998
- Подов В. И., Курило В. С., Первенец металлургии Украины: Исторический очерк. Документы.
- Подов В. И., Донбасс век XVIII-й: социально-экономическое развитие Донбасса в 18 веке.
- Подов В. И., Сосюра известный и неизвестный. — Луганск, 1999. — 122 с.
- Подов В. И., Курило В. С., История Донбасса. Век XIX-й. — Луганск, 2001. — 178 с.
- Подов В. И., Виктор Третьякевич — комиссар «Молодой гвардии»: Исторический очерк.
- Подов В. И., Заговор в «Молодой гвардии» и его последствия (Из истории комсомольско-молодежного подполья города Краснодона).
- Подов В. И., История Донбасса: В 3 т. — Т.1. Донбасс в XVII—XVIII веках. 2004
- Подов В. И., Курило В. С., История Донбасса: В 3 т. — Т.2. Донбасс в XIX веке. 2004.
- Подов В. И. Донбасс-Сибирь. Средневековые торговые связи. Жители Донбасса и Приднепровья — первые колонизаторы Сибири. — Луганск: Знание, 2007. — 88 с.
- Подов В. И. Первые шахтеры и металлурги Донбасса. — Луганск : Світлиця, 2007. — 52 с.
- Подов В. И. Загадки и тайны «Молодой гвардии». — Луганск, 2007. — 304 с.
- Подов В. И. Поход князя Игоря на половцев в 1185 году. Историческое исследование. — Луганск: Знание, 2009. — 198 с.